# Samsung Galaxy Z Fold 5
Samsung Galaxy Z Fold 5（サムスン ギャラクシー ゼット フォールド ファイブ）は、2023年 7月 26日にサムスン電子によって発表された Android ベースの折りたたみ式スマートフォンである。
今回の発表（Galaxy Unpacked イベント）は初めて韓国（ソウル）で開催された。
また、日本では2023年8月22日発表、2023年9月1日に発売された。

## 主要項目

### デザイン
| Color | Name                |
| ----- | ------------------- |
|       | クリーム            |
|       | アイシー ブルー     |
|       | ファントム ブラック |
|       | グレー              |
|       | ブルー              |

### ハードウェア
ディスプレイ
- メイン ディスプレイ
解像度 2208 x 1768 ピクセル、リフレッシュ レート 120Hz の 7.6 インチ ダイナミック AMOLED 2X Infinity Flex ディスプレイ。

- カバー ディスプレイ: 解像度 2268 x 832 ピクセル、リフレッシュ レート 120Hz の 6.2 インチ Super AMOLED ディスプレイ。
プロセッサ
-  Qualcomm Snapdragon 8 Gen 2 for Galaxy

メモリ
- 12GBのRAM。

ストレージ
- 256GB、512GB、または1TBの内部ストレージ。
バッテリー
- 25W 急速充電、12W ワイヤレス充電、4.5W 逆ワイヤレス充電をサポートする 4,400mAh デュアル バッテリー。

カメラ
- トリプルリアカメラセットアップ: 10MP 3x 光学ズーム望遠、50MP 広角、12MP 超広角。

- フロントカメラ: 4MP アンダーディスプレイカメラ。

- カバーカメラ: 10MP カメラ。

デュアル プレビューは、One UI 2.1 以降を実行しているデバイスのネイティブ カメラ アプリでサポートされている。

接続性
- 5G接続。

- Wi-Fi 6E。

- Bluetooth 5.2。

- NFC。
オペレーティング·システム
- One UI 5.1.1 を備えた Android 13。

追加機能
- 側面に指紋センサーを搭載。

- AKGによってチューニングされたステレオスピーカー。

- USB Type-Cポート。

色
- ファントム ブラック、クリーム、アイシー ブルー、グレー、ブルー 

- 日本ではNTTドコモとauでファントム ブラック、アイシー ブルー（256GBのみ）を、メーカーサイトでグレー（1TBのみ）を取り扱う。

### ソフトウェア
Samsung Galaxy Z Fold 5 は、[Android 13] ベースの [One UI] 5.1.1 を搭載している。